# Gheorghe Constantinescu (general)

Generalul Gheorghe Constantinescu.

Gheorghe Constantinescu a fost un general român.
În perioada 1928-1929, generalul de brigadă Gheorghe Constantinescu a îndeplinit funcția de comandant al Jandarmeriei Române.